# Дом Н. И. Миндовского
Дом Н. И. Миндовского — ранний памятник московского неоклассицизма, ныне посольство Австрии в России. Расположен на углу Староконюшенного и Пречистенского переулков.
Ранее на этом месте находился хозяйственный двор большой городской усадьбы князя И. А. Гагарина, сгоревшей во время пожара 1812 года и разделённый позднее на восемь владений. Участок, на котором расположен современный особняк, около 1816 года приобрёл бригадир Н. И. Муханов, владелец усадьбы напротив, который выстроил здесь свой хозяйственный двор с деревянными строениями. В 1820 году владение перешло к его брату обер-шталмейстеру С. И. Муханову. В 1850-х годах на территории владения жил известный хирург Ф. И. Иноземцев. Позднее усадьба неоднократно меняла владельцев и к концу XIX века сильно обветшала. Летом 1899 года усадьбу приобрело под застройку Московское торгово-строительное акционерное общество и разделило её территорию на три участка — нынешние дома № 6, 8 и 10 по Пречистенскому переулку. Общество являлось в то время одним из основных застройщиков, продававших готовые особняки в центре Москвы «под ключ». Его руководитель — Яков Рекк — ставил перед собой цель украсить город «стильными домами, которые, имея технические удобства западноевропейских городских строений, в то же время не убивали бы национального колорита Москвы». Первым был построен особняк Якунчиковой (№ 10, 1899—1900, архитектор В. Ф. Валькот), затем особняк К. А. Гутхейля (№ 8, 1902—1903, архитектор В. Ф. Валькот); последним в 1906 году Московское торгово-строительное общество застроило современный участок под № 6/1 по проекту архитектора Н. Г. Лазарева. Постройки намеренно создавались Московским торгово-строительным обществом отличными друг от друга, чтобы предложить покупателям более широкие возможности выбора в соответствии с их вкусами.
Здание украшено ротондой, слева от которой расположен портик с высоким фронтоном. По словам историка архитектуры А. В. Иконникова, «особенности московского стиля ампир доведены почти до гротеска — приземистые колонны имели раздутые контуры, похожие на бочки и подавленные высокими антаблементами».
После завершения постройки в 1906 году здание было продано текстильному промышленнику Николаю Ивановичу Миндовскому, который прожил в этом особняке до самой Октябрьской революции.
Информация о том, что 1920-х годах в этом доме располагался ЗАГС Хамовнического района не верна. Согласно справочнику "Вся Москва"  ЗАГС располагался в доме № 3 по Малому Могильцевскому переулку в бывшем Полицейском доме. 
В 1927 году дом служил посольством Австрии, а с 1938 года — посольством Германии. В 1944 году на одну ночь в этом доме останавливался Уинстон Черчилль. В 1955 году усадьба вновь стала посольством Австрии.

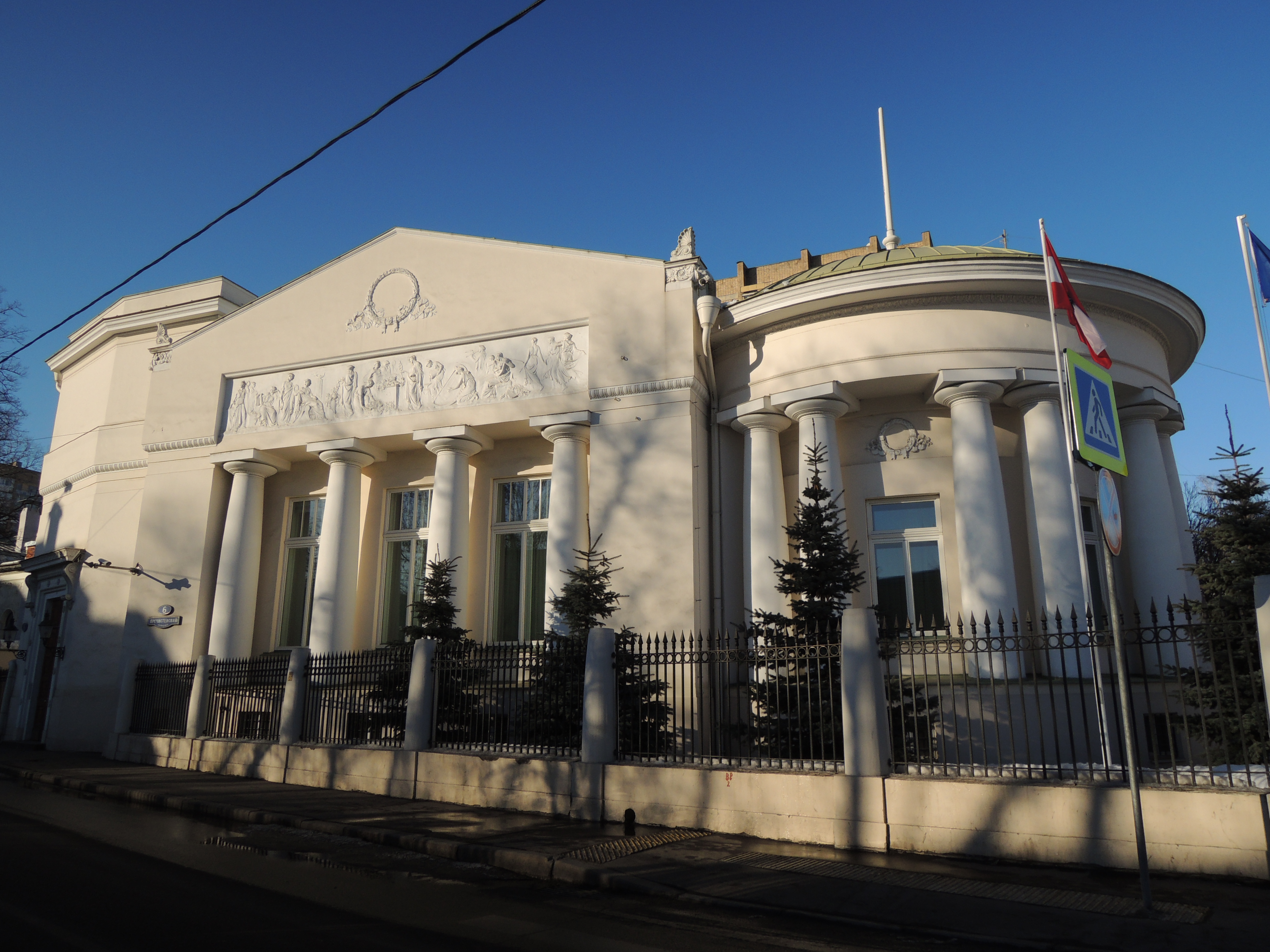
Вид со стороны Пречистенского переулка
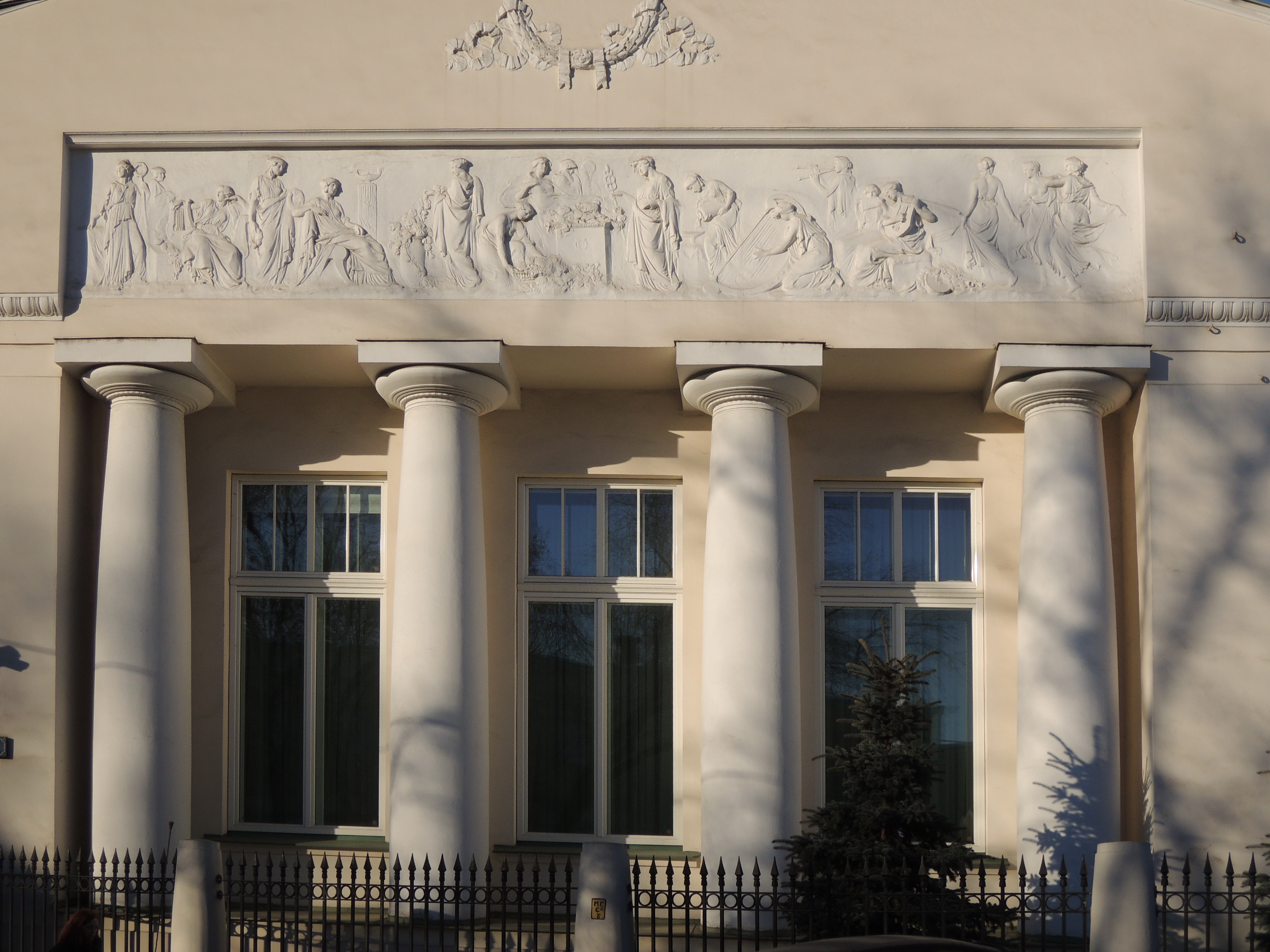
Рельефы бокового фасада